# Белавін Олександр Абрамович
Олександр Абрамович Белавін (рос. Александр Абрамович Белавин; нар. 28 серпня 1942) — радянський та російський фізик-теоретик, професор, доктор фізико-математичних наук, відомий за свій внесок у теорію струн. Член редколегії «Moscow Mathematical Journal». 22 грудня 2011 року обраний членом-кореспондентом РАН.

## Життєпис
У 1967 році закінчив Московський інженерно-фізичний інститут, в 1970 році — аспірантуру МІФІ (кандидат фізико-математичних наук, «Деякі питання теорії слабких взаємодій елементарних частинок»). 
З 1970 року працював у Горьківському університеті. 
З 1976 року в Інституті теоретичної фізики ім. Л. Д. Ландау. З 2004 року — головний науковий співробітник, завідувач сектором Квантової теорії поля. 
У 1977 році — доктор фізико-математичних наук, «Калібрувальна інваріантність, інстантони та проблема невилітання кварків», професор МФТІ, Незалежної Московського університету.
Спеціаліст в галузі квантової теорії поля і теорії релятивістських квантових струн. Його праці у цьому напрямку є класичними.
Відкрив інстантони (особливий вид коливань вакууму, при якому в ньому спонтанно спалахує і гасне сильне глюонне поле) в калібрувальній та киральній квантовій теорії поля, що призвели до пояснення проблеми масивності мезону і вирішення проблеми конфайнменту кольору в теорії Зайберга-Віттен. Вирішив бутстрапні рівняння факторізовано теорії розсіювання в двовимірних релятивістських системах. Створив двовимірну конформну теорію поля на основі теорії зображень алгебри Вірасоро, що послужила основою Теорії струн. Досліджував аналітичні властивості амплітуд розсіювання у теорії струн, відкрив властивості голоморфних (теорема Бєлавіна-Книжника), що дозволяє однозначно визначити вид струнних амплітуд.

## Політичні погляди
У березні 2014 року, після російської інтервенції в Україну, разом з рядом інших відомих діячів науки і культури Росії висловив свою незгоду з політикою російської влади в Криму. Свою позицію вони виклали у відкритому листі
У травні 2018 приєднався до заяви російських літераторів на захист українського режисера Олега Сенцова, незаконно засудженого у РФ.
Підписав відкритого листа російських науковців та наукових журналістів проти Російського вторгнення в Україну 2022 року.

## Нагороди
- 2007 — Премія імені І. Я. Померанчука[5].
- 2011 — Премія Ларса Онзаґера, разом з Олександром Поляковим та Олександром Замолодчіковим за створення конформної теорії поля.

## Публікації
- K.Aleshkin, A.Belavin, A new approach for computing the geometry of the moduli spaces for a Calabi-Yau manifold.
- A.A.Belavin, V.A.Belavin, Minimal string theory and the Douglas equation, Int. J. Mod. Phys. A, 31(28-29), 1645038 (2016)
- A.Belavin, V.Belavin, Flat structures on the deformations of Gepner chiral rings, J. High Energy Phys. 1610, 128 (2016)
- A.Belavin, V.Belavin, On exact solution of topological CFT models based on Kazama–Suzuki cosets, J. Phys. A 49, 41LT02 (2016)
- A.Belavin, L.Spodyneiko, Flat structures on Frobenius Manifolds in the case of irrelevant deformations, J. Phys. A 49, 495401 (2016)
- A.Belavin, D. Gepner, Ya. Kononov, Flat coordinates of topological CFT and solutions of Gauss-Manin system, Письма в ЖЭТФ, 103 (3), 168-172 (2016)
- А.А. Белавин, Д. Гепнер, Я.А. Кононов, Плоские координаты фробениусовых многообразий Сайто и теории струн, ТМФ, 189(3), 429-445 (2016)
- A. Belavin, V. Belavin, Minimal Liouville Gravity from Douglas string equation, Moscow Math. J., 15(2), 269-282 (2015)
- А.А. Белавин, Л.А. Сподынейко, Пространственно-временная суперсимметрия в десятимерной теории струн в подходе Гепнера, ТМФ, 185(2), 329-345 (2015)
- А.А. Белавин, Лекции по Теоретической физике, Издательство МЦНМО, Москва, 2015.
- A.Belavin, B.Dubrovin, B.Mukhametzhanov, Minimal Liouville Gravity correlation numbers from Douglas string equation, J. High Energy Phys., 1401, 156 (2014)
- A.A. Belavin, V.A. Belavin, Frobenius manifolds, integrable hierarchies and minimal Liouville gravity, J. High Energy Phys., 1409, 151 (2014)
- A. Belavin, B. Mukhametzhanov, Douglas Approach to Liouville Minimal Gravity, In: Pomeranchuk 100. Edited by A.S. Gorsky & M.I. Vysotsky. World Scientific, Chapt.1, pp. 1-24 (2014) ISBN 978-981-4616-86-7
- A.A. Belavin, M.A. Bershtein, B.L. Feigin, A.V. Litvinov, G.M. Tarnopolsky, Instanton moduli spaces and bases in coset conformal field theory, Comm. Math. Phys., 319(1), 269-301 (2013)
- A. Belavin, B. Mukhametzhanov, N = 1 superconformal blocks with Ramond fields from AGT correspondence, J. High Energy Phys, 1301, 178 (2013)
- A.A. Belavin, M.A. Bershtein, G.M. Tarnopolsky, Bases in coset conformal field theory from AGT correspondence and Macdonald polynomials at the roots of unity, J. High Energy Phys., 1303, 019 (2013)
- M.N.Alfimov, A.A.Belavin, G.M. Tarnopolsky, Coset conformal field theory and instanton counting on ℂ2/ℤp, J. High Energy Phys., 1308, 134 (2013)
- A.A.Belavin, D.R.Gepner, Generalized Rogers Ramanujan Identities Motivated by AGT Correspondence, Lett. Math. Phys., 103(12), 1399-1407 (2013)
- A.Belavin, Y. Pugai, A. Zamolodchikov (Eds.), Quantum Field Theories in Two Dimensions: Collected works of Alexei Zamolodchikov. In 2 volumes., World Scientific, 2012, 1045 pp. ISBN 978-981-4324-07-6 9
- A.Belavin, V.Belavin, M. Bershtein, Instantons and 2d superconformal field theory, J. High Energy Phys., 1109, 117 (2011)
- A.Belavin, V.Belavin, AGT conjecture and integrable structure of conformal field theory for c=1, Nucl. Phys. B 850(1), 199-213 (2011)
- A.Belavin, M.Bershtein, G. Tarnopolsky, A remark on the three approaches to 2D quantum gravity, Письма в ЖЭТФ, 93 (2), 51-55 (2011)
- A.Belavin, Two Dimensional Gravity in Matrix Model, Topological and Liouville Approaches, In: Gribov-80 Memorial Volume: Quantum Chromodynamics and Beyond. Ed. by Yu.L. Dokshitzer, P.Lévai, J.Nyíri. World Scientific, 455-470 (2011) ISBN 978-981-4350-18-1
- A.Belavin, V. Belavin, Higher Equations of Motion in Boundary Liouville Field Theory, J. High Energy Phys., 1002, 010 (2010)
- A.Belavin, C. Rim, Bulk one-point function on disk in one-matrix model, Phys. Lett. B 687 (2-3), 264-266 (2010)
- A.A.Belavin, G.M. Tarnopolsky, Two dimensional gravity in genus one in matrix models, topological and Liouville approaches, Письма в ЖЭТФ, 92 (4), 286-295 (2010)
- А.А.Белавин, Г.М. Тарнопольский, Введение в теорию струн и конформную теорию поля, Ядерная физика, 73(5), 879-908 (2010)
- A.Belavin, V. Belavin, Four-point function in Super Liouville Gravity, J. Phys. A 42, 304003 (2009) (19pp)
- A.A.Belavin, A.B. Zamolodchikov, On Correlation Numbers in 2D Minimal Gravity and Matrix Models, J. Phys. A 42, 304004 (2009)
- A.Belavin, V. Bazhanov, Y. Pugai, A. Zamolodchikov (Eds.), Liouville Gravity and Statistical Models, J. Phys. A 42, No.30 (2009).
- V.Bazhanov, A. Belavin, Y. Pugai, M. Tsfasman, A. Zamolodchikov, Alexei Zamolodchikov (Preface), J. Phys. A 42, 300301 (2009)
- A.Belavin, V. Belavin, A. Neveu, Al. Zamolodchikov, Bootstrap in Supersymmetric Liouville Field Theory. I. NS Sector, Nucl. Phys. B 784(3), 202-233 (2007)
- A.A.Belavin, Al.B. Zamolodchikov, Higher equations of motion in the N=1 SUSY Liouville field theory, Письма в ЖЭТФ, 84 (8), 496-502 (2006)hep-th/0610316.
- А.А.Белавин, Ал.Б. Замолодчиков, Интегралы по пространству модулей, кольцо дискретных состояний и четырехточечная функция в минимальной лиувиллевской гравитации, ТМФ, 147(3), 339-371 (2006)
- A. Belavin, Memory sketch to V.N. Gribov's portrait, Proc. Gribov-75: Memorial Workshop on Quarks, Hadrons, and Strong Interactions, 22-24 May 2005, Budapest, Hungary. Ed. by V.N. Gribov, Y.L. Dokshitzer, P. Levai, J. Nyiri. Hackensack: World Scientific, 2006, 555 pp.
- Wen-Li Yang, A. Belavin, R. Sasaki, Central elements of the elliptic Zn monodromy matrix algebra at roots of unity, Nucl. Phys. B 710(3), 614-628 (2005)
- A.A.Belavin, Al.B.Zamolodchikov, Moduli integrals and ground ring in minimal Liouville gravity, Письма в ЖЭТФ, 82 (1), 8-14 (2005)
- A.Belavin, Al.Zamolodchikov (eds.), Polyakov's String: Twenty Five Years After, Proc. Int. Workshop "Polyakov's String: Twenty Five Years After", Chernogolovka, June 23-25, 2005. 74 pp.
- A. Belavin, M. Jimbo, Central elements of the elliptic Yang-Baxter algebra in roots of unity, Int. J. Mod. Phys. A 19, Suppl.2, 50-56 (2004)
- A. Belavin, Centre of quantum group in roots of unity and the restriction of integrable models, J. Phys. A 37 (2), 317-322 (2004)
- A.A. Belavin, V.A. Belavin, A.V. Litvinov, Y.P. Pugai, Al.B. Zamolodchikov, On correlation functions in the perturbed minimal models M2,2n+1, Nucl. Phys. B 676 (3), 587-614 (2004)
- A.Belavin, E Corrigan, Y.Pugai (eds.), Conformal Field Theory and Integrable Models. Proc. 6th Int. Workshop, Chernogolovka, Russia, September 15-21, 2002., Int. J. Mod. Phys. A 19, Suppl.2, viii,523 pp. (2004).
- A.Belavin, Quantum Group in Roots of Unity and the Restriction of XXZ Model, In: Lie Theory and its Applications in Physics V: Proc. 5th Int. Workshop, Varna, Bulgaria, 16-22 June 2003.
- A. Belavin, A. Litvinov, On correlation functions in perturbed minimal models, Proc. "Quarks 2004": 13th International Seminar on High Energy Physics, Pushkinskie Gory, Russia, May 24-30, 2004.
- A.A. Beilinson, A.A. Belavin, V.G. Drinfeld, E.V. Frenkel, D.B. Fuchs, T. Miwa, B.L. Tsygan, A.V. Zelevinskii, Boris Feigin, Moscow Math. J., 4(3), 537–546 (2004)
- А.А. Белавин, Р.А. Усманов, Q-оператор и уравнение Дринфельда, ТМФ, 135(3), 370–377 (2003)
- А.А.Белавин, M.Джимбо, Центральные элементы эллиптической алгебры Янга–Бакстера в корнях из единицы, Функц. анализ и его прил., 37(2), 1-6 (2003)
- А.А.Белавин, А.В.Одесский, Р.А. Усманов, Новые соотношения в алгебре Q-операторов Бакстера, ТМФ, 130(3), 383-413 (2002)
- А.А.Белавин (ред.), Инстантоны, струны и конформная теория поля: Сб. статей / Под ред. А.А. Белавина, М.: Физматлит, 2002. - 448 с. ISBN 5-9221-0303-2
- A.A.Belavin, R.A. Usmanov, On algebra of the Baxter Q-operators, In: From integrable models to gauge theories. Ed. by V.G. Gurzadyan and A.G. Sedrakian, World Scientific. 77-97 (2002) ISBN 978-981-02-4927-4
- F.C.Alcaraz, A.A. Belavin, R.A. Usmanov, Correspondence between the XXZ model in roots of unity and the one-dimensional quantum Ising chain with different boundary conditions, J. Phys. A 34 (2), 211-226 (2001)
- A.A.Belavin, S.Yu.Gubanov, B.L. Feigin, Truncation of Functional Relations in the XXZ Model, Moscow Math. J., 1(2), 145-156 (2001)
- А.Белавин, С.Губанов, Редукция модели XXZ с обобщенными периодическими граничными условиями, Письма в ЖЭТФ, 73 (9), 565-569 (2001)
- А.А.Белавин, Р.А.Усманов, Минимальная решеточная модель LM(3,4) и двумерная модель Изинга с цилиндрическими граничными условиями, ТМФ, 126(1), 63-83 (2001)
- А.А.Белавин, С.Ю.Губанов, Редукция модели XXZ c обобщенными периодическими граничными условиями, ТМФ, 129(2), 207-218 (2001)
- А.А.Белавин, А.Г.Кулаков, Р.А. Усманов, Лекции по теоретической физике, 2-е изд., испр. и доп. - М. : МЦНМО, 2001. - 223 с.: ил. ISBN 5-900916-91-X
- A.Belavin, On Fermi-Bose symmetry in conformal field theory, Turk. J. Phys., 24(3), 243-252 (2000)
- A.Belavin, Yu.Stroganov, Minimal models of integrable lattice theory and truncated functional equations, Phys. Lett. B 466 (2-4), 281-286 (1999)
- А.А.Белавин, А.Г.Кулаков, Лекции по теоретической физике, Ижевск: РХД, 1999 - 180 с..
- А.Белавин, А. Кулаков, Лекции по теории точнорешаемых моделей двумерной статфизики. Часть II, издательство Независимого ун-та, Москва 1999.
- A.A. Belavin, V.G. Drinfeld, Triangle equations and simple Lie algebras, Classic Reviews in Mathematics and Mathematical Physics. 1. Amsterdam: Harwood Academic Publishers. vii, 91 p. (1998).
- А.А.Белавин, Лекции по теории точнорешаемых моделей квантовой теории поля. Часть I, Издательство МЦНМО, 1998.
- A.A.Belavin, A.M.Polyakov, A.B.Zamolodchikov, Infinite conformal symmetry in two-dimensional quantum field theory, In: Conformal invariance and applications to statistical mechanics, Ed. by C. Itzykson et al., 5-52 (1998) ISBN 978-9971-5-0605-6.
- A.A.Belavin, A.Fring, On the fermionic quasi-particle interpretation in minimal models of conformal field theory, Phys. Lett. B 409 (1-4), 199-205 (1997); hep-th/9612049.
- A.A.Belavin, Introduction to the conformal field theory, Math. Phys. Stud. 19, 167-185 (1996) ISBN 0-7923-3909-6
- A.Belavin, A direct calculation of the spectrum of masses in an integrable model from the Hopf-algebra symmetry, Phys. Lett. B 283 (1-2), 67-69 (1992)
- A.A.Belavin, V.G.Drienfel’d, Solutions of the classical Yang-Baxter equation for simple Kie Algebras, Adv. Ser. Math. Phys., 10, 200-221 (1990) ISBN 978-981-02-0120-3
- A.A.Belavin, Dynamical symmetry of integrable quantum systems, Adv. Ser. Math. Phys., 10, 314-325 (1990) ISBN 978-981-02-0120-3
- A.A.Belavin, Quantum groups and integrable field theories, In: Teheran 1990, Proceedings, Mathematical physics, 33-42 (1990)
- A.A.Belavin, A.U.Klimyk, A.B.Zamolodchikov, Problems of Modern Quantum Field Theory: Invited Lectures of the Spring School, Alushta, USSR, April 24-May 5, 1989, Berlin: Springer, 1989 ISBN 3-540-51833-9
- A.A.Belavin, KdV-type equations and W-algebras, Adv. Stud. Pure Math. 19, 117-125 (1989) ISBN 0-12-385342-7
- A.A.Belavin, A.M.Polyakov, A.B.Zamolodchikov, Infinite conformal symmetry in two-dimensional quantum field theory, Adv. Ser. Math. Phys., 3, 413-460 (1988) ISBN 978-9971-5-0419-9
- A.A.Belavin, On the connection between Zamolodchikov's W-algebras and Kac-Moody algebras, In: Quantum String Theory. Proc. 2nd Yukawa Memorial Symposium, Nishinomiya, Japan, 23 Nov 1987
- A.A.Belavin, V.G.Knizhnik, Algebraic geometry and the geometry of quantum strings, Phys. Lett. B 168 (3), 201-206 (1986)
- A.Belavin, V.Knizhnik, A.Morozov, A.Perelomov, Two- and three-loop amplitudes in the bosonic string theory, Phys. Lett. B 177 (3-4), 324-328 (1986)
- А.А.Белавин, В.Г. Книжник, Комплексная геометрия и теория квантовых струн, ЖЭТФ, 91 (2), 364-390 (1986)
- А.А.Белавин, В.Г.Книжник, A.Ю.Морозов, A.M.Переломов, Двух- и трехпетлевые амплитуды в теории бозонных струн, Письма в ЖЭТФ, 43 (7), 319-321 (1986)
- A.A.Belavin, A.M.Polyakov, A.B.Zamolodchikov, Infinite conformal symmetry of critical fluctuations in two dimensions, J. Stat. Phys., 34 (5-6), 763-774 (1984)
- A.A.Belavin, A.M.Polyakov, A.B.Zamolodchikov, Infinite conformal symmetry in two-dimensional quantum field theory, Nucl. Phys. B 241 (2), 333-380 (1984)
- A.A.Belavin, V.G.Drinfel’d, Triangle equations and simple Lie algebras, Sov. Sci. Rev., Sect. C, Math. Phys. Rev. 4, 93-165 (1984)
- А.А.Белавин, В.Г.Дринфельд, О классическом уравнении Янга–Бакстера для простых алгебр Ли, Функц. анализ и его прил., 17(3), 69-70 (1983)
- A.A.Belavin, A.B.Zamolodchikov, The partition function of the ZN × ZN invariant vertex lattice model, Phys. Lett. B 116 (2-3), 165-167 (1982)
- А.А.Белавин, В.Г.Дринфельд, О решениях классического уравнения Янга–Бакстера для простых алгебр Ли, Функц. анализ и его прил., 16(3), 1-29 (1982)
- A.A.Belavin, Dynamical symmetry of integrable quantum systems, Nucl. Phys. B 180[FS2] (2), 189-200 (1981)
- А.А.Белавин, Скрытая симметрия интегрируемых систем, Письма в ЖЭТФ, 32 (2), 182-186 (1980)
- А.А.Белавин, Дискретные группы и интегрируемость квантовых систем, Функц. анализ и его прил., 14(4), 18-26 (1980)
- A.A.Belavin, V.A.Fateev, A.S.Schwarz, Yu.S.Tyupkin, Quantum fluctuations of multi-instanton solutions, Phys. Lett. B 83 (3-4), 317-320 (1979)
- A.A.Belavin, Exact solution of the two-dimensional model with asymptotic freedom, Phys. Lett. B 87 (1-2), 117-121 (1979)
- A.A.Belavin, The inverse scattering problem and instanton construction by algebraic geometry, Sov. Sci. Rev. Sect. A: Physics reviews, vol.1, 1-22 (1979)
- A.A.Belavin, V.E.Zakharov, Yang-Mills equations as inverse scattering problem, Phys. Lett. B 73 (1), 53-57 (1978)
- A.A.Belavin, V.E.Zakharov, Yang--Mills equations as inverse scattering problem, Lect. Notes Phys., 80, 229-234 (1978)
- A.A.Belavin, A.M.Polyakov, Quantum fluctuations of pseudoparticles, Nucl. Phys. B 123 (3), 429-444 (1977)
- А.А.Белавин, В.Е.Захаров, Многомерный метод обратной задачи рассеяния и уравнения дуальности для поля Янга — Миллса, Письма в ЖЭТФ, 25(12), 603-607 (1977)
- A.A.Belavin, D.E.Burlankov, The renormalisable theory of gravitation and the einstein equations, Phys. Lett. A 58 (1), 7-8 (1976).
- A.A.Belavin, A.M.Polyakov, A.S.Schwartz, Yu.S.Tyupkin, Pseudoparticle solutions of the Yang-Mills equations, Phys. Lett. B 59 (1), 85-87 (1975)
- А.А.Белавин, А.М. Поляков, Метастабильные состояния двумерного изотропного ферромагнетика, Письма в ЖЭТФ, 22(10), 503-506 (1975)
- А.А.Белавин, А.А. Мигдал, Вычисление аномальных размерностей в неабелевых калибровочных теориях, Письма в ЖЭТФ, 19 (5), 317-320 (1974)
- A.A.Belavin, A.A.Migdal, Scale Invariance and Bootstrap in the Nonabelian Gauge Theories, Препринт ИТФ им. Ландау, янв. 1974, 10 с.
- А.А.Белавин, М.А.Юрищев, Метод Вильсона в статической модели нуклона, ЖЭТФ, 64 (2), 407-412 (1973)
- Г.М.Авдеева, А.А.Белавин, Функция Гелл-Манна - Лоу в однозарядной скалярной квантовой теории поля, Письма в ЖЭТФ, 18(10), 611-613 (1973)
- G.M.Avdeeva, A.A.Belavin, A.P Protogenov, On possibility of existence of a finite charge in the quantum field theory. (In Russian), Ядерная физика, 18(6), 1309-1317 (1973)
- А.А.Белавин, В.В.Соловьев, Теория полного опыта для лептонных распадов гиперонов, Ядерная физика, 11(2), 437-442 (1970)
- А.А.Белавин, С.А.Гурвиц, Способ отделения ядерных эффектов в нейтринном эксперименте, Ядерная физика, 12(1), 133-138 (1970)
- А.А.Белавин, Перенормировка константы векторного тока, меняющего странность, Ядерная физика, 12(3), 605-609 (1970)
- А.А.Белавин, Б.Я.Зельдович, А.М.Переломов, В.С.Попов, Релаксация квантовых систем с эквидистантным спектром, ЖЭТФ, 56 (1), 264-274 (1969)
- А.А.Белавин, О проверке следствий правила Δ T= 1/2 в распаде K → 3π, Письма в ЖЭТФ, 9 (1), 76-78 (1969)
- A.A.Belavin, I.M.Narodetsky, Radiative corrections to Λ0 → Nπ and KS → 2π decays, Phys. Lett. B 26(11), 668-669 (1968)
- А.А.Белавин, Об электромагнитном взаимодействии промежуточного W-бозона, Ядерная физика, 7(6), 1267-1271 (1968)
- А.А.Белавин, И.М.Народецкий, Радиационные поправки к распадам Λ→Nπ и K01 → π+π-, Ядерная физика, 8(5), 978-982 (1968)
- А.А.Белавин, И.Ю.Кобзарев, О возможности проверки правила Δ T=1/2 в реакциях одиночного рождения странных частиц, Письма в ЖЭТФ, 5 (8), 277-279 (1967)